# Effectif des équipes à la Coupe du monde de futsal de 1992
Cette page contient la liste des équipes et leurs joueurs participant à la phase finale de la Coupe du monde de futsal de 1992 à Hong Kong.
Le nombre de joueurs sélectionnés est limité à 12. L'âge des joueurs est calculé au 5 novembre 1992, date du début de la compétition.

## Groupe A

### Argentine
| Numéro / Nom  | Numéro / Nom      | Équipe            | Sél. (but) | Date de naissance         | J. |   |   |   |   |
| ------------- | ----------------- | ----------------- | ---------- | ------------------------- | -- | - | - | - | - |
| 1             | Alberto Carfagna  | Atlanta           |            | 26 novembre 1957 (34 ans) | 2  | - | - | - | - |
| 2             | Walter Fiele      | Newell's Old Boys |            | 02 juillet 1971 (21 ans)  | 4  | 1 | - | - | - |
| 3             | Walter Sposaro    | Atlanta           |            | 27 décembre 1963 (28 ans) | 5  | - | 1 | - | - |
| 4             | Gustavo Romero    | Newell's Old Boys |            | 04 août 1968 (24 ans)     | 5  | 2 | 2 | - | - |
| 5             | Ruben Sosa        | Boca Juniors      |            | 26 février 1962 (30 ans)  | 6  | - | - | - | - |
| 6             | Fabio Gimenez     | Tigre             |            | 07 janvier 1967 (25 ans)  | 4  | 1 | - | - | - |
| 7             | Pablo Parrilla    | Boca Juniors      |            | 24 juillet 1973 (19 ans)  | 2  | - | - | - | - |
| 8             | Juan Avalos       | Boca Juniors      |            | 17 octobre 1962 (30 ans)  | 6  | 2 | - | - | - |
| 9             | Mauricio Ferraris | Atlanta           |            | 20 octobre 1964 (28 ans)  | 6  | 4 | 1 | - | - |
| 10            | Marcelo Diaz      | River Plate       |            | 25 juin 1961 (31 ans)     | 6  | - | 1 | - | - |
| 11            | Gabriel Valarin   | Newell's Old Boys |            | 17 août 1965 (27 ans)     | 6  | 6 | 2 | - | - |
| 12            | Eduardo Socorro   | River Plate       |            | 06 août 1964 (28 ans)     | 6  | - | - | - | - |
| Sélectionneur |                   |                   |            |                           |    |   |   |   |   |
|               | Vicente de Luise  |                   |            |                           |    |   |   |   |   |

 = capitaine --  

### Hong Kong
| Numéro / Nom  | Numéro / Nom   | Équipe               | Sél. (but) | Date de naissance          | J. |   |   |   |   |
| ------------- | -------------- | -------------------- | ---------- | -------------------------- | -- | - | - | - | - |
| 1             | Chung Ho Yin   | Kitchee SC           |            | 15 avril 1971 (21 ans)     | 3  | - | - | - | - |
| 2             | Chan Ping On   | South China AA       |            | 9 août 1959 (33 ans)       | 3  | - | - | - | - |
| 3             | Chu Yue Tai    | South China AA       |            | 23 septembre 1966 (26 ans) | 3  | - | - | - | - |
| 4             | Chan Chi Kwong | Instant-Dict FC      |            | 19 octobre 1964 (28 ans)   | 2  | 2 | 2 | - | - |
| 5             | Au Wai Lun     | Ernest Borel         |            | 14 août 1971 (21 ans)      | 3  | - | - | - | - |
| 6             | Cheung Chi Tak | Instant-Dict FC      |            | 15 septembre 1958 (34 ans) | 3  | - | - | - | - |
| 7             | Chiu Chun Ming | Eastern AA           |            | 8 juillet 1964 (28 ans)    | 2  | - | - | - | - |
| 8             | Tam Siu Wai    | Eastern AA           |            | 17 septembre 1970 (22 ans) | 3  | - | - | - | - |
| 9             | Wong Fuk Wing  | Sing Tao Sports Club |            | 20 janvier 1960 (32 ans)   | 2  | - | - | - | - |
| 10            | Leslie Santos  | South China AA       |            | 20 juillet 1967 (25 ans)   | 3  | 2 | - | - | - |
| 11            | Tam Ah Fook    | Ernest Borel         |            | 2 août 1962 (30 ans)       | 2  | - | - | - | - |
| 12            | Chau Cheong Wa | Happy Valley AA      |            | 17 février 1968 (24 ans)   | -  | - | - | - | - |
| Sélectionneur |                |                      |            |                            |    |   |   |   |   |
|               | Victor Hermans |                      |            |                            |    |   |   |   |   |

 = capitaine --  

### Nigeria
| Numéro / Nom  | Numéro / Nom            | Équipe               | Sél. (but) | Date de naissance         | J. |   |   |   |   |
| ------------- | ----------------------- | -------------------- | ---------- | ------------------------- | -- | - | - | - | - |
| 1             | Gbenga Moses Olonisakin | Bendel Insurance     |            | 03 janvier 1970 (22 ans)  | 1  | - | - | - | - |
| 2             | Bawa Abdulahl           | El-Kanemi            |            | 20 avril 1972 (20 ans)    | 3  | - | - | - | - |
| 3             | Abiodun Idowu           | Julius Berger        |            | 24 décembre 1969 (22 ans) | 3  | - | - | - | - |
| 4             | Tunde Charity Ikhldero  | Bendel Insurance     |            | 18 novembre 1970 (21 ans) | 3  | - | - | - | - |
| 5             | Michael Onyemechara     | Iwuanyanwu Nationale |            | 13 janvier 1970 (22 ans)  | 3  | 3 | - | - | - |
| 6             | Innocent Ozurumba       | ACB Lagos (en)       |            | 30 août 1970 (22 ans)     | 2  | - | - | - | - |
| 7             | Ahmed Usman             | El-Kanemi            |            | 28 avril 1962 (30 ans)    | 3  | - | - | - | - |
| 8             | Stephen Abarowei        | ACB Lagos (en)       |            | 30 novembre 1971 (20 ans) | 3  | - | - | - | - |
| 9             | Ademola Johnson         | Stationery Stores    |            | 25 décembre 1971 (20 ans) | 2  | - | 2 | - | - |
| 10            | Chinedu Mike Obi        | Iwuanyanwu Nationale |            | 21 octobre 1968 (24 ans)  | 3  | 2 | 1 | - | - |
| 11            | Christian Obi           | Julius Berger        |            | 02 janvier 1967 (25 ans)  | 3  | - | - | - | - |
| 12            | William Okpara          | ACB Lagos (en)       |            | 07 mai 1968 (24 ans)      | 1  | - | 1 | - | 1 |
| Sélectionneur |                         |                      |            |                           |    |   |   |   |   |
|               | Olatunde Disu           |                      |            |                           |    |   |   |   |   |

 = capitaine --  

### Pologne
| Numéro / Nom  | Numéro / Nom           | Équipe            | Sél. (but) | Date de naissance          | J. |   |   |   |   |
| ------------- | ---------------------- | ----------------- | ---------- | -------------------------- | -- | - | - | - | - |
| 1             | Kazimierz Kucharski    | Novomex Opole     |            | 04 mars 1968 (24 ans)      | 6  | - | - | - | - |
| 2             | Miroslaw Rypel         | Nova Gliwice      |            | 24 novembre 1967 (24 ans)  | 6  | - | 1 | - | - |
| 3             | Dariusz Kaluza         | Sektor Gliwice    |            | 31 décembre 1968 (23 ans)  | 6  | 4 | - | - | - |
| 4             | Krzysztof Mikolajewskl | Kislotrons Lodz   |            | 08 octobre 1966 (26 ans)   | 5  | 1 | 1 | - | - |
| 5             | Andrzej Antos          | Kislotrons Lodz   |            | 26 novembre 1963 (28 ans)  | 6  | 2 | - | - | - |
| 6             | Wieslaw Lipka          | Matysiaki Gliwice |            | 06 mai 1965 (27 ans)       | 6  | - | 1 | - | - |
| 7             | Jozef Zymanczyk        | Novomex Opole     |            | 24 juillet 1965 (27 ans)   | 6  | 4 | - | - | - |
| 8             | Zbigniew Pawela        | Polnoc Chrzanow   |            | 17 février 1966 (26 ans)   | 6  | - | - | - | - |
| 9             | Leszek Zygmunt         | Kaktus Warszawa   |            | 14 décembre 1964 (27 ans)  | 5  | - | - | - | - |
| 10            | Sylwester Przychodzien | Kaktus Warszawa   |            | 31 décembre 1963 (28 ans)  | 6  | 4 | - | - | - |
| 11            | Jacek Ladynski         | Skaucl Warszawa   |            | 01 septembre 1969 (23 ans) | 1  | - | - | - | - |
| 12            | Jacek Podgorski        | Sektor Gliwice    |            | 23 juillet 1966 (26 ans)   | 1  | - | - | - | - |
| Sélectionneur |                        |                   |            |                            |    |   |   |   |   |
|               | Andrzej Goral          |                   |            |                            |    |   |   |   |   |

 = capitaine --  

## Groupe B

### Pays-Bas
| Numéro / Nom  | Numéro / Nom        | Équipe            | Sél. (but) | Date de naissance         | J. |   |   |   |   |
| ------------- | ------------------- | ----------------- | ---------- | ------------------------- | -- | - | - | - | - |
| 1             | Michel Wentzel      | Bunga Melati      |            | 28 juin 1966 (26 ans)     | 4  | - | 1 | - | - |
| 2             | Hendrik Leatemia    | Schoenenreus      |            | 13 juillet 1966 (26 ans)  | 6  | - | 1 | - | - |
| 3             | Eric Merk           | ZVK Hasselt       |            | 09 mars 1964 (28 ans)     | 5  | 2 | 2 | - | - |
| 4             | Patrick Duijzlngs   | ZVK Hasselt       |            | 17 octobre 1961 (31)      | 6  | 2 | 2 | - | - |
| 5             | Antonius Traets     | Moller            |            | 30 mars 1963 (29 ans)     | 3  | - | 1 | - | - |
| 6             | Hjalmar Hoekema     | Hornsche Veerhuys |            | 16 novembre 1965 (26 ans) | 6  | 2 | 1 | - | - |
| 7             | André Bakker        | Hornsche Veerhuys |            | 06 février 1961 (31 ans)  | 5  | 3 | 1 | - | 1 |
| 8             | Hendrikus Lettinck  | Bunga Melati      |            | 05 janvier 1967 (25 ans)  | 5  | 3 | 1 | - | - |
| 9             | Nicolaas Runderkamp | Rex Voldafar      |            | 30 mars 1964 (28 ans)     | 6  | 2 | - | - | - |
| 10            | Ruud Rijsdijk       | Bunga Melati      |            | 26 novembre 1966 (25 ans) | 3  | - | 1 | - | - |
| 11            | Anouk Roest         | Bunga Melati      |            | 10 juillet 1969 (23 ans)  | 6  | 1 | - | - | - |
| 12            | Lambert Kok         | Depa              |            | 07 avril 1960 (32 ans)    | 4  | - | - | - | - |
| Sélectionneur |                     |                   |            |                           |    |   |   |   |   |
|               | Ron Groenewoud (en) |                   |            |                           |    |   |   |   |   |

 = capitaine --  

### Iran
| Numéro / Nom  | Numéro / Nom            | Équipe                    | Sél. (but) | Date de naissance         | J. |    |   |   |   |
| ------------- | ----------------------- | ------------------------- | ---------- | ------------------------- | -- | -- | - | - | - |
| 1             | Behzad Gholampour       | PAS Téhéran Football Club |            | 05 août 1966 (26 ans)     | 8  | -  | - | - | - |
| 2             | Sadegh Varmazyar        | Esteghlal                 |            | 16 mai 1966 (26 ans)      | 8  | 5  | 1 | - | - |
| 3             | Asgar Akbari            | Keshavarz F.C. (en)       |            | 12 avril 1968 (24 ans)    | 1  | -  | - | - | - |
| 4             | Mahmoud Sadjadi         | Esteghlal                 |            | 05 juillet 1961 (31 ans)  | 3  | -  | - | - | - |
| 5             | Mohsen Garosi           | PAS Téhéran Football Club |            | 27 novembre 1968 (23 ans) | 7  | 2  | - | - | - |
| 6             | Ali Akbar Yousefi       | PAS Téhéran Football Club |            | 09 décembre 1969 (22 ans) | 7  | 5  | 2 | - | - |
| 7             | Seyed Mehdi Abtahi      | Vahdat F.C. (en)          |            | 02 mars 1963 (29 ans)     | 8  | 3  | - | - | - |
| 8             | Majid Saleh             | Keshavarz F.C. (en)       |            | 16 juillet 1966 (26 ans)  | 7  | 3  | - | - | - |
| 9             | Arash Noamooz           | PAS Téhéran Football Club |            | 06 juin 1967 (25 ans)     | 3  | 1  | - | - | - |
| 10            | Asghar Modir Rosta      | PAS Téhéran Football Club |            | 25 juillet 1968 (24 ans)  | 2  | -  | - | - | - |
| 11            | Saeid Rajabi Shirazi    | Gostaresh                 |            | 10 mars 1965 (27 ans)     | 8  | 16 | - | - | - |
| 12            | Hamdullah Aghababazadeh | Esteghlal                 |            | 11 novembre 1964 (27 ans) | 1  | -  | - | - | - |
| Sélectionneur |                         |                           |            |                           |    |    |   |   |   |
|               | Mohammad Mayeli Kohan   |                           |            |                           |    |    |   |   |   |

 = capitaine --  

### Italie
| Numéro / Nom  | Numéro / Nom        | Équipe                                | Sél. (but) | Date de naissance          | J. |   |   |   |   |
| ------------- | ------------------- | ------------------------------------- | ---------- | -------------------------- | -- | - | - | - | - |
| 1             | Francesco Fardella  | Marino Calcetto                       |            | 27 mai 1963 (29 ans)       | 3  | - | 1 | - | - |
| 2             | Giancarlo Boncori   | Gruppo Sportivo BNL (it)              |            | 22 juillet 1963 (29 ans)   | 3  | - | 1 | - | - |
| 3             | Paolo Minicucci     | Ericsson Sielte Roma                  |            | 22 mai 1966 (26 ans)       | 3  | 2 | - | - | - |
| 4             | Andrea Fama         | Gruppo Sportivo BNL (it)              |            | 22 octobre 1964 (28 ans)   | 2  | 1 | 2 | - | - |
| 5             | Giuseppe Milella    | Verona Calcio a 5 (it)                |            | 06 juillet 1965 (27 ans)   | 3  | 1 | 1 | - | - |
| 6             | Roberto Menichelli  | Torrino Sporting Club Calcio a 5 (it) |            | 14 janvier 1963 (29 ans)   | 3  | 1 | - | - | - |
| 7             | Massimo Qattrini    | Ericsson Sielte Roma                  |            | 26 septembre 1968 (24 ans) | 3  | 1 | 1 | - | - |
| 8             | Roberto Matranga    | Ladispoli                             |            | 15 juin 1969 (23 ans)      | 2  | 1 | - | - | - |
| 9             | Gianluca Cappellato | Verona Calcio a 5 (it)                |            | 23 avril 1964 (28 ans)     | 2  | - | - | - | - |
| 10            | Agenore Maurizi     | Torrino Sporting Club Calcio a 5 (it) |            | 20 juillet 1964 (28 ans)   | 3  | 1 | 1 | - | - |
| 11            | Andrea Rubei        | Torrino Sporting Club Calcio a 5 (it) |            | 20 décembre 1966 (25 ans)  | 3  | 7 | - | - | - |
| 12            | Massimo Rinaldi     | Ericsson Sielte Roma                  |            | 18 octobre 1967 (25 ans)   | 0  | - | - | - | - |
| Sélectionneur |                     |                                       |            |                            |    |   |   |   |   |
|               | Vasco Tagliavi      |                                       |            |                            |    |   |   |   |   |

 = capitaine --  

### Paraguay
| Numéro / Nom  | Numéro / Nom           | Équipe          | Sél. (but) | Date de naissance         | J. |   |   |   |   |
| ------------- | ---------------------- | --------------- | ---------- | ------------------------- | -- | - | - | - | - |
| 1             | Guillermo Silva        | Dep. Recoleta   |            | 10 février 1969 (23 ans)  | 3  | - | - | - | - |
| 2             | Pedro Franco           | Los Halcones    |            | 01 juillet 1964 (28 ans)  | 2  | - | - | - | - |
| 3             | Carlos Peralta         | Nautico Villeta |            | 14 octobre 1962 (30 ans)  | 3  | 2 | - | - | - |
| 4             | Felipe Ocampos         | Asemcor         |            | 11 avril 1963 (29 ans)    | 3  | 1 | 1 | - | - |
| 5             | Juan Montiel           | Dep. Recoleta   |            | 02 février 1965 (27 ans)  | 3  | 1 | 1 | - | - |
| 6             | Jorge Gimenez          | Pdte. Hayes     |            | 21 août 1970 (22 ans)     | 1  | 1 | - | - | - |
| 7             | Juan Coronel           | Club Rubio Ñu   |            | 10 janvier 1967 (25 ans)  | 3  | 2 | - | - | - |
| 8             | Victor Lopez           | Nautico Villeta |            | 21 juillet 1965 (27 ans)  | 3  | 2 | - | - | 1 |
| 9             | Ramón Carossini        | Interviú FS     |            | 31 août 1960 (32 ans)     | 3  | 2 | - | - | - |
| 10            | Tomás Bobadilla        | Asemcor         |            | 07 mars 1961 (31 ans)     | 2  | 2 | - | - | - |
| 11            | Jhons Willians Saucedo | 8 de Diciembre  |            | 18 novembre 1968 (23 ans) | 1  | 1 | - | - | - |
| 12            | Luis Villamayor        | 8 de Diciembre  |            | 21 juin 1964 (28 ans)     | 2  | - | - | - | - |
| Sélectionneur |                        |                 |            |                           |    |   |   |   |   |
|               | Joel Elias Villalba    |                 |            |                           |    |   |   |   |   |

 = capitaine --  

## Groupe C

### Australie
| Numéro / Nom  | Numéro / Nom      | Équipe                        | Sél. (but) | Date de naissance          | J. |   |   |   |   |
| ------------- | ----------------- | ----------------------------- | ---------- | -------------------------- | -- | - | - | - | - |
| 1             | Anthony Musumeci  | Canberra City FC (en)         |            | 23 août 1956 (36 ans)      | -  | - | - | - | - |
| 2             | Robert Stuart     | Sydney Commodore              |            | 30 octobre 1958 (34 ans)   | 3  | - | 1 | - | - |
| 3             | Vince Nastoski    | Albion Park White Eagles (en) |            | 12 mars 1965 (27 ans)      | 3  | 2 | 1 | - | - |
| 4             | Borce Atanasovski | Melbourne Buffalo             |            | 01 juin 1961 (31 ans)      | 3  | 2 | 1 | - | - |
| 5             | Stephen Duval     | Sydney Swans                  |            | 14 octobre 1969 (23 ans)   | 3  | 1 | 1 | - | - |
| 6             | Erkin Osman       | Phase 1                       |            | 02 septembre 1963 (29 ans) | 3  | - | 1 | - | - |
| 7             | Brett Duval       | Sydney Swans                  |            | 01 octobre 1968 (24 ans)   | 3  | 1 | - | - | - |
| 8             | John White        | Sydney Commodore              |            | 19 juin 1968 (24 ans)      | 3  | - | 1 | - | - |
| 9             | Glenn Jeffery     | Sydney Commodore              |            | 19 mars 1964 (28 ans)      | -  | - | 1 | - | - |
| 10            | Radovan Filipovic | Albion Park White Eagles (en) |            | 28 février 1960 (32 ans)   | 3  | 2 | - | - | - |
| 11            | Paul Richardson   | United                        |            | 01 janvier 1973 (19 ans)   | 3  | 1 | - | - | - |
| 12            | Bruce Thurlow     | Phase 1                       |            | 08 janvier 1962 (30 ans)   | 3  | - | 1 | - | - |
| Sélectionneur |                   |                               |            |                            |    |   |   |   |   |
|               | James Roberts     |                               |            |                            |    |   |   |   |   |

 = capitaine --  

### Belgique
| Numéro / Nom  | Numéro / Nom      | Équipe        | Sél. (but) | Date de naissance         | J. |   |   |   |   |
| ------------- | ----------------- | ------------- | ---------- | ------------------------- | -- | - | - | - | - |
| 1             | Gert Pans         | ZVK Ford Genk |            | 11 août 1968 (24 ans)     | 2  | - | - | - | - |
| 2             | Youssef El Guir   | Man. Bilzen   |            | 11 juillet 1970 (22 ans)  | 4  | - | - | - | - |
| 3             | Nico Papanicolaou | Man. Bilzen   |            | 06 juin 1960 (32 ans)     | 6  | 1 | 1 | - | - |
| 4             | Raf Hernalsteen   | Isola Hoeselt |            | 24 juillet 1967 (25 ans)  | 6  | 6 | - | - | - |
| 5             | Theo Bloemen      | ZVK Ford Genk |            | 22 octobre 1965 (27 ans)  | 6  | 2 | 1 | - | - |
| 6             | MarcMaes          | Man. Bilzen   |            | 24 août 1965 (27 ans)     | 5  | - | - | - | - |
| 7             | Ivan Hechtermans  | ZVK Ford Genk |            | 28 décembre 1967 (24 ans) | 6  | 3 | 1 | - | - |
| 8             | Willy Maes        | ZVK Hasselt   |            | 03 février 1961 (31 ans)  | 6  | 1 | 1 | - | - |
| 9             | Jos Sweron        | ZVK Hasselt   |            | 08 mars 1966 (26 ans)     | 2  | 1 | - | - | - |
| 10            | Marc Penders      | Bilzerse ZVK  |            | 16 août 1966 (26 ans)     | 6  | 3 | 1 | - | - |
| 11            | Herman Beyers     | ZVK Hasselt   |            | 20 février 1963 (29 ans)  | 5  | - | - | - | - |
| 12            | Philippe Marche   | Isola Hoeselt |            | 22 juin 1962 (30 ans)     | 4  | - | - | - | - |
| Sélectionneur |                   |               |            |                           |    |   |   |   |   |
|               | Damien Knabben    |               |            |                           |    |   |   |   |   |

 = capitaine --  

### Brésil
| Numéro / Nom  | Numéro / Nom           | Équipe     | Sél. (but) | Date de naissance          | J. |    |   |   |   |
| ------------- | ---------------------- | ---------- | ---------- | -------------------------- | -- | -- | - | - | - |
| 1             | Serginho               | Impacel    |            | 9 mai 1964 (28 ans)        | 8  | -  | - | - | - |
| 2             | Sergio                 | Sadia      |            | 27 octobre 1960 (32 ans)   | 8  | -  | - | - | - |
| 3             | Manoel Tobias          | Banfort    |            | 19 avril 1971 (21 ans)     | 8  | 8  | 2 | - | - |
| 4             | Edinho                 | Sumov      |            | 11 avril 1966 (26 ans)     | 7  | -  | 1 | - | - |
| 5             | Chiquinho              | Sumov      |            | 23 novembre 1965 (26 ans)  | 8  | 2  | - | - | - |
| 6             | Fininho                | Votorantim |            | 6 juillet 1972 (20 ans)    | 8  | 4  | - | - | - |
| 7             | Morillo                | Banespa    |            | 29 septembre 1966 (26 ans) | 6  | 1  | - | - | - |
| 8             | Rogerio Motta          | Banespa    |            | 30 mai 1968 (24 ans)       | 8  | 3  | - | - | - |
| 9             | Jorginho               | Banfort    |            | 10 octobre 1968 (24 ans)   | 8  | 7  | 1 | - | - |
| 10            | Mazureik               | Votorantim |            | 23 février 1963 (29 ans)   | 3  | -  | - | - | - |
| 11            | Ortiz                  | Sumov      |            | 8 mai 1964 (28 ans)        | 8  | 10 | - | - | - |
| 12            | Vander                 | Banfort    |            | 25 septembre 1965 (27 ans) | 8  | 9  | - | - | - |
| Sélectionneur |                        |            |            |                            |    |    |   |   |   |
|               | Estaquio Afonso Araujo |            |            |                            |    |    |   |   |   |

 = capitaine --  

### Costa Rica
| Numéro / Nom  | Numéro / Nom        | Équipe               | Sél. (but) | Date de naissance         | J. |   |   |   |   |
| ------------- | ------------------- | -------------------- | ---------- | ------------------------- | -- | - | - | - | - |
| 1             | Francisco Alpizar   | U.C.R.               |            | 12 janvier 1959 (33 ans)  | 2  | - | 2 | - | - |
| 2             | Geovanny Jara       | Club Sport Herediano |            | 20 juillet 1969 (23 ans)  | 2  | - | - | - | - |
| 3             | Victor Castro       | El Carmen Futsal     |            | 01 août 1959 (33 ans)     | 3  | 1 | 1 | - | - |
| 4             | Sergio Barrientos   | U.C.R.               |            | 09 juin 1967 (25 ans)     | -  | - | - | - | - |
| 5             | Gilbert Alpizar     | U.C.R.               |            | 12 février 1968 (24 ans)  | 3  | - | 1 | - | - |
| 6             | Daniel Knowlen      | Desamparados         |            | 25 janvier 1963 (29 ans)  | 2  | - | 1 | - | - |
| 7             | José Carvajal       | U.C.R.               |            | 31 mars 1968 (24 ans)     | 3  | 2 | 1 | - | - |
| 8             | Miguel Angel Porras | U.C.R.               |            | 14 janvier 1966 (26 ans)  | 3  | - | - | - | - |
| 9             | Ricardo Gutiérrez   | U.C.R.               |            | 22 novembre 1961 (30 ans) | 3  | - | 1 | - | - |
| 10            | Diego Solis         | U.C.R.               |            | 15 mai 1962 (30 ans)      | 3  | 5 | 1 | - | - |
| 11            | Rolando Valverde    | Rescate              |            | 23 décembre 1969 (22 ans) | 2  | 1 | 1 | - | - |
| 12            | Ronald Castillo     | Calle Fallas         |            | 19 août 1965 (27 ans)     | 1  | - | - | - | - |
| Sélectionneur |                     |                      |            |                           |    |   |   |   |   |
|               | José Alberto Cubero |                      |            |                           |    |   |   |   |   |

 = capitaine --  

## Groupe D

### Chine
| Numéro / Nom  | Numéro / Nom | Équipe          | Sél. (but) | Date de naissance         | J. |   |   |   |   |
| ------------- | ------------ | --------------- | ---------- | ------------------------- | -- | - | - | - | - |
| 1             | Wenhai Han   | Dalian Shide FC |            | 28 janvier 1971 (21 ans)  | 3  | - | 1 | - | - |
| 2             | Shigang Zhao | Dalian Shide FC |            | 19 août 1962 (30 ans)     | 3  | - | - | - | - |
| 3             | Lin Zhao     | Dalian Shide FC |            | 15 février 1966 (26 ans)  | 2  | - | - | - | - |
| 4             | Hong Xu      | Dalian Shide FC |            | 18 avril 1968 (24 ans)    | 3  | 3 | - | - | - |
| 5             | Xiaohong Ma  | Dalian Shide FC |            | 22 novembre 1970 (21 ans) | 1  | - | - | - | - |
| 6             | Jun Wang     | Dalian Shide FC |            | 15 février 1963 (29 ans)  | 3  | 1 | 1 | - | - |
| 7             | Xiaodong Zhu | Dalian Shide FC |            | 13 mars 1969 (23 ans)     | 3  | - | - | - | - |
| 9             | Yimin Wel    | Dalian Shide FC |            | 12 juillet 1971 (21 ans)  | 1  | - | - | - | - |
| 10            | Ming Li      | Dalian Shide FC |            | 26 janvier 1971 (21 ans)  | 3  | 3 | 1 | - | - |
| 11            | Minghul Sun  | Dalian Shide FC |            | 20 avril 1971 (21 ans)    | 1  | - | - | - | - |
| Sélectionneur |              |                 |            |                           |    |   |   |   |   |
|               | Qi Wusheng   |                 |            |                           |    |   |   |   |   |

 = capitaine --  

### Russie
| Numéro / Nom  | Numéro / Nom          | Équipe             | Sél. (but) | Date de naissance         | J. |    |   |   |   |
| ------------- | --------------------- | ------------------ | ---------- | ------------------------- | -- | -- | - | - | - |
| 1             | Oleg Kalachnikov      | Fenix Tcheliabinsk |            | 08 mars 1964 (28 ans)     | -  | -  | - | - | - |
| 2             | Konstantin Eremenko   | Dina Moscou        |            | 05 août 1970 (22 ans)     | 3  | 15 | - | - | - |
| 3             | Boris Tchoukhlov (en) | Dina Moscou        |            | 26 octobre 1960 (32 ans)  | 3  | -  | - | - | - |
| 4             | Alexei Stepanov (en)  | Dina Moscou        |            | 20 janvier 1960 (32 ans)  | 3  | -  | 1 | - | - |
| 5             | louri Maslakov        | Dina Moscou        |            | 05 avril 1957 (35 ans)    | 3  | -  | - | - | - |
| 6             | Oleg Eprintsev        | KSM-24             |            | 19 mars 1962 (30 ans)     | 3  | 1  | 2 | - | - |
| 7             | Oleg Solodovnik (en)  | Dina Moscou        |            | 11 décembre 1966 (25 ans) | 3  | -  | - | - | - |
| 8             | Igor Semenov          | KSM-24             |            | 31 octobre 1960 (32 ans)  | 2  | -  | - | - | - |
| 9             | Nail Zakerov          | Dina Moscou        |            | 28 octobre 1959 (33 ans)  | 1  | -  | - | - | - |
| 10            | Fail Mirgalimov       | Fenix Tcheliabinsk |            | 29 mars 1957 (35 ans)     | 3  | 1  | 1 | - | - |
| 11            | Serguei Kochtchoug    | Dina Moscou        |            | 18 octobre 1967 (25 ans)  | 3  | 1  | - | - | - |
| 12            | Oleg Denissov         | Dina Moscou        |            | 09 février 1967 (25 ans)  | 3  | -  | - | - | - |
| Sélectionneur |                       |                    |            |                           |    |    |   |   |   |
|               | Semen Andreev         |                    |            |                           |    |    |   |   |   |

 = capitaine --  

### Espagne
| Numéro / Nom  | Numéro / Nom  | Équipe       | Sél. (but) | Date de naissance          | J. |    |   |   |   |
| ------------- | ------------- | ------------ | ---------- | -------------------------- | -- | -- | - | - | - |
| 1             | Jesús         | Interviú FS  |            | 04 janvier 1968 (24 ans)   | 2  | -  | - | - | - |
| 2             | Ledesma       | Sego         |            | 18 décembre 1966 (25 ans)  | 7  | 4  | 2 | - | - |
| 3             | Pato          | Almazora     |            | 06 mars 1967 (25 ans)      | 4  | 3  | 1 | - | - |
| 4             | De La Torre   | Marsanz      |            | 29 mai 1965 (27 ans)       | 7  | 2  | 1 | - | - |
| 5             | Vicentin      | El Pozo      |            | 25 juin 1969 (23 ans)      | 7  | 5  | 1 | - | - |
| 6             | Chavi         | Sego         |            | 05 janvier 1968 (24 ans)   | 4  | -  | 2 | - | - |
| 7             | Alvaro        | Interviú FS  |            | 07 février 1966 (26 ans)   | 8  | 11 | - | - | - |
| 8             | Julian        | Interviú FS  |            | 17 janvier 1965 (27 ans)   | 5  | 4  | 1 | - | - |
| 9             | Paco          | Cajatoldedo  |            | 14 décembre 1965 (26 ans)  | 8  | 7  | 1 | - | - |
| 10            | Carlos        | Redislogar   |            | 16 novembre 1969 (22 ans)  | 7  | 1  | 1 | - | - |
| 11            | Lorente       | Interviú FS  |            | 21 avril 1970 (22 ans)     | 7  | 5  | 2 | - | 1 |
| 12            | Miquel        | FC Barcelone |            | 07 septembre 1967 (25 ans) | 7  | -  | - | - | - |
| Sélectionneur |               |              |            |                            |    |    |   |   |   |
|               | Javier Lozano |              |            |                            |    |    |   |   |   |

 = capitaine --  

### États-Unis
L'équipe américaine est alors en plein structuration. L'équipe est aidée par la Fédération des États-Unis de soccer et en collaboration avec la Pro League, championnat national à six équipes. La principale difficulté est d'organiser la sélection des joueurs dans un pays aussi vaste que les États-Unis.
| Numéro / Nom  | Numéro / Nom      | Équipe            | Sél. (but) | Date de naissance          | J. |   |   |   |   |
| ------------- | ----------------- | ----------------- | ---------- | -------------------------- | -- | - | - | - | - |
| 1             | Victor Nogueira   | Wave de Milwaukee |            | 17 juillet 1959 (33 ans)   | 7  | - | 1 | - | - |
| 2             | George Fernandez  | Cleveland Crunch  |            | 29 octobre 1961 (31 ans)   | 8  | 4 | 1 | - | - |
| 3             | Andy Schmetzer    | Cleveland Crunch  |            | 26 avril 1967 (25 ans)     | 8  | 2 | 1 | - | - |
| 4             | Jeff Agoos        | Dallas Sidekicks  |            | 2 mai 1968 (24 ans)        | 8  | 2 | 1 | - | - |
| 5             | Mike Windischmann | Brooklyn Italians |            | 6 décembre 1965 (25 ans)   | 5  | - | - | - | - |
| 6             | Hernan Borja      | Wichita Wings     |            | 24 août 1959 (33 ans)      | 7  | 6 | 3 | - | - |
| 7             | Jim Gabarra       | Wave de Milwaukee |            | 22 septembre 1959 (33 ans) | 8  | 5 | 1 | - | - |
| 8             | Fernando Clavijo  | aucun             |            | 23 janvier 1956n (36 ans)  | 7  | - | 2 | - | - |
| 9             | Ted Eck           | Colorado Foxes    |            | 14 juillet 1966 (26 ans)   | 7  | 3 | 2 | - | - |
| 10            | Terry Woodberry   | Wichita Wings     |            | 09 septembre 1963 (29 ans) | 3  | 2 | 2 | - | - |
| 11            | Dale Ervine       | Wichita Wings     |            | 19 mai 1964 (28 ans)       | 7  | 9 | 2 | - | - |
| 12            | Philip Johns      | Cleveland Crunch  |            | 07 juillet 1958 (34 ans)   | 2  | - | - | - | - |
| Sélectionneur |                   |                   |            |                            |    |   |   |   |   |
|               | John Kowalski     |                   |            |                            |    |   |   |   |   |

 = capitaine --  

## Sources
- (en) « Team Analyses », Technical report,‎ 1992, p. 40 à 56 (lire en ligne, consulté le 23 février 2018)
- « Joueurs - Plus grand nombre de buts », sur fifa.com
- « Joueurs - Plus grand nombre de cartons », sur fifa.com